# KDStV Vandalia (Prag) München
Die Katholische Deutsche Studentenverbindung Vandalia Prag zu München, kurz KDStV Vandalia (Prag) München, ist eine 1905 in Prag gegründete katholische, nicht schlagende, farbentragende Studentenverbindung, die dem Cartellverband der katholischen deutschen Studentenverbindungen (CV) angehört. Sie ist die älteste der sudetendeutschen Studentenverbindungen des CV, die alle drei Phasen der sudetendeutschen Cartellverbandsgründungen mitgestaltete und die sich bis heute um die Bewahrung ihres sudetendeutschen Erbes bemüht.

## Sudetendeutsche Verbindung in München
Die heutige KDStV Vandalia (Prag) München, wurde 1905 in Prag als KDStV Vandalia Prag gegründet. Sie ist eine katholische, nicht schlagende, farbtragende Studentenverbindung. Sie gehört dem Cartellverband der katholischen deutschen Studentenverbindungen (CV) von 1905 bis zu ihrem Verbot 1938 und nach ihrer Wiedergründung 1950 in München bis heute an. Als Couleur kennt die Verbindung für Burschen die Farben Schwarz-Rot-Grün, für Füxe Rot-Schwarz-Rot.
Der Verbindungsname Vandalia spielt dabei auf die seit dem 15. Jahrhundert nachweisbare gelehrte Bezeichnung des Landes zwischen Elbe und Weichsel als Vandalia an. Es handelt sich also um eine geographische Bezeichnung.
Nach ihrer Gründung an der Karls-Universität in Prag war sie sowohl bei der Gründung des Prager Cartellverbandes als auch bei der Gründung des Sudetendeutschen Cartellverbandes und des späteren Sudetendeutschen Cartellverbandes der farbentragenden katholischen deutschen Studentenverbindungen als eigenständigem Dachverband beteiligt. Von den sudetendeutschen studentischen Gemeinschaften ist die Vandalia dabei die älteste Verbindung, die alle drei Phasen der sudetendeutschen Cartellverbandsgründungen durchlaufen hat und die sich auch nach der Wiedergründung in München Teile ihres sudetendeutschen Erbes über lange Zeit bewahren konnte – ein Umstand, der auch durch die Tatsache bedingt wurde, dass die heimatvertriebenen Mitglieder der 1938 aufgelösten Vandalia Prag den Großteil der neuen Alten Herren stellten. Sie ist eine der nur fünf studentischen Verbindungen im CV, die sich nach dem Zweiten Weltkrieg um die Zusammenführung der Heimatvertriebenen aus dem Sudetenland bemühten und dieses Erbe auch in der Gegenwart noch durch aktive Teilnahme an entsprechenden Veranstaltungen, so z. B. in Kooperation mit dem Hauses des Ostens in München sowie dem Verein Oberschlesier in München und Kontaktpflege aufrechterhält.
Die Archivdaten der Verbindung wurden von zahlreichen Autoren für die Dokumentation des Prager Studentenverbindungswesen sowie der Phasen des akademischen Kulturkampfes und weiterer Spannungsfelder der Jahre 1905–1909 in Prag sowie der weiteren Entwicklung der Cartellverbände bis 1938 herangezogen. Gerade für die Betrachtung der Cartellgeschichte in Böhmen, Mähren und Prag wurde die Verbindungsgeschichte aufgegriffen, da sie diese fast drei Dekaden lang maßgeblich mitgestaltete.
Mit Stand 2016 kennt sie als neuen Hochschulstandort die Ludwig-Maximilians-Universität München.

## Geschichte

### Gründungsjahre
Im Zeitraum von 1898 bis 1903 hatte die Mutterverbindung K.D.St.V. Ferdinandea-Prag zu Heidelberg, zum damaligen Zeitpunkt natürlich noch als KDStV Ferdinandea Prag bezeichnet, mit stark rückläufigen Mitgliederzahlen zu kämpfen. Die Situation schlug erst ab 1903 durch die tatkräftige Werbung des von der Austria Innsbruck gekommenen Richard Wollek und die zeitgleiche Anschaffung einer eigenen Studentenwohnung („Bude“) in der Nähe des Prager Wenzelsplatzes um. Die Mitgliederentwicklung verlief so erfreulich, dass auf dem Cumulativconvent der Studentenverbindung Ferdinandea am 28. Januar 1905 die Gründung der Tochterverbindung KDStV Vandalia Prag erfolgen konnte. Die hierzu notwendige Teilung der bestehenden Verbindung wurde einstimmig und endgültig beschlossen, nachdem am selben Tage die Statuten vom akademischen Senat genehmigt worden waren. Gründungschargen der Vandalia waren jur. Alfred Kotschwar als Senior und med. Ludwig Zuderell als Schriftführer. Auch die weiteren Jahre verliefen mehr als erfreulich, so dass die KDStV Vandalia Prag schon 1907 ihrerseits eine weitere Tochterverbindung, die heutige KaV Saxo-Bavaria Prag in Wien, gründen konnte. Ein Umstand, der sicherlich auch dem Wahltriumph des politischen Katholizismus in Form der Christlichsozialen Partei geschuldet war. Die Vandalia benutzte als Bude Räumlichkeiten im Haus des „Deutschen Handwerkervereins“, in der Smetschkagasse 22, in Prag.
Die Gründung und die ersten Jahre des Bestehens der Prager CV-Verbindungen Ferdinandea, Vandalia und Saxo-Bavaria fielen in eine Zeit der schwersten weltanschaulichen und nationalen Kämpfe auf Prager Boden. Wobei die Vandalia von der Badeni-Krise 1897 nur indirekt betroffen war, aber die 1908 in Prag erfolgten schweren Ausschreitungen in vollem Umfang mitmachte. Es zeigte sich, beginnend mit 1904/05 und den darauffolgenden Jahren bis zu diesem Krisenjahr, dass die überwunden geglaubten Feindseligkeiten zwischen deutschen und tschechischen Studenten keineswegs überwunden worden waren. Aber auch zwischen den deutschen Studenten war es mit dem 1897/98 noch spürbaren Einvernehmen vorbei. So verweigerte ein am 10. März 1904 sich konstituierender Studentenausschuss der Ferdinandea die Teilnahme und bei der Gründung der Vandaliae erfolgten massive Verhinderungsversuche durch die deutschstämmige Studentenschaft. Dies greift das folgende historische Couplet, verfasst von dem Zeitzeugen Brix (Mitglied der Ferdinandea Prag) auf:

„Im Jahre 1905, da gab´s in Prag ein groß´ Geschimpf.
Denn denkt Euch an bloß den Skandal,
in Prag taucht auf jetzt der Vandal!
Die schwarze Gefahr in diesem Land,
die nimmt ganz plötzlich überhand.
Das G´sindl, das muß fort von hier,
Drauf schwören wir.
Und dann wird´s still,
man hört nichts mehr,
Vandalen werden immer mehr
und kaum sind noch zwei Jahre da,
gründet man die dritte schon: Saxo-Bavaria.“

Eine besondere Rezeption in den Protokollen des Wiener Reichrathes verdiente sich die Vandalia durch das 1908 ausgesprochene Farbenverbot mit der Begründung, dass für die „Daseinsberechtigung kein Akt vorliege“. Hintergrund stellte das am 10. Oktober 1907 bei der akademischen Behörde eingereichte Gesuch der Tochterverbindung Saxo-Bavaria um formale Anerkennung und die Erlaubnis des Farbtragens dar. Auf Grund des auch in Prag stattfindenden akademischen Kulturkampfs wurde das Gesuch am 23. Juli 1908 negativ beschieden und konnte erst auf dem Rekursweg über das Kultusministerium am 27. August 1908 zur Umsetzung gebracht werden. In der Zwischenzeit hießen Mutter- und Tochterverbindung Vandalia und beiden Verbindungen war durch den Bescheid vom Juli 1908 das Farbtragen untersagt.
Das Prager Cartell, auch als Prager Cartellverband bezeichnet, ist nicht mit der Akademia gleichzusetzen, auch wenn beide in fast demselben Zeitfenster entstanden. Die Akademia war zur Abgrenzung von den bestehenden liberalen und völkischen, ein eigenständiger katholischer Lese- und Redeverein; „in ihm waren die vier CV-Verbindungen Prags (Ferdinandea, Vandalia, Saxo-Bavaria, Nordgau) mit Freistudenten und den Hochschulgruppen von Staffelstein und Quickborn zusammengeschlossen…“

### Vom Prager zum sudetendeutschen Cartellverband
Die studentischen Verbindungen „Ferdinandea“, „Vandalia“ und „Saxo-Bavaria“ bildeten den Prager Cartellverband (PCV), dessen erklärtes Ziel es war, ein katholisches Akademikerhaus für deutsche Studenten in Prag zu errichten. Dies wurde von Pius X. durch eine besondere Spende in Form einer prachtvollen, „in Gold gestickte Kassette mit einem in Gold und Silber gefaßten Rosenkranz aus echten Perlen‘“. Das nicht alle Ereignisse dieser Zeit so erfreulich verliefen, zeigt die Verwüstung der Bude der Vandaliae am 16. November 1920.
Nach dem Ersten Weltkrieg, im Jahre 1922, wurde dann an der landwirtschaftlichen Hochschule in Tetschen-Liebwerd die CV-Verbindung Elbmark gegründet, so dass mit der schon bestehenden CV-Verbindung Nibelungia/Brünn im Sudetenland sechs CV-Verbindungen bestanden, die sich 1927 zum Sudetendeutschen Cartellverband (SCV), als einer Arbeitsgruppe im Cartellverband der katholischen deutschen Studentenverbindungen, zusammenschlossen. Der Sudetendeutsche Cartellverband ersetzte als Erweiterung den Prager Cartellverband als stadtbezogene Insellösung. Dem SCV, auch 1. SCV bezeichnet, gehörten die Verbindungen Ferdinandea Prag, Nibelungia Brünn, Vandalia Prag, Saxo-Bavaria Prag, Nordgau Prag und Elbmark Tetschen-Liebwerd an. Als Hochschulstandort in der Zeit von 1918 bis 1938 galt die Deutsche Universität Prag. Dies dem Umstand geschuldet, dass 1918 mit Entstehung der Ersten Tschechoslowakischen Republik die tschechische Universität den Namen Karls-Universität annahm, und die deutschsprachige (böhmische) Universität somit einen abweichenden, ergänzenden Namen benötigte.
Ab 1933 ist innerhalb des Cartellverband der katholischen deutschen Studentenverbindungen eine spürbare Annäherung an den Nationalsozialistischen Deutschen Studentenbund mit den einhergehenden Prozessen der Gleichschaltung und der Umsetzung des Führerprinzips zu erkennen gewesen. Als direkte Folge dieser Tendenzen schränkte der Sudetendeutsche Cartellverband ab dem 14. Juni 1933 seine Beziehungen zum deutschen Cartellverband ein und beschloss im Juli 1933 seine Abspaltung vom Cartellverband und am 15. April 1934 die Gründung des Sudetendeutsche Cartellverband der farbentragenden katholischen deutschen Studentenverbindungen als eigenständigen Dachverband. Dem neuen SCV, auch 2. SCV bezeichnet, gehörten die Verbindungen Nibelungia Brünn, Vandalia Prag, Saxo-Bavaria Prag, Nordgau Prag und Elbmark Tetschen-Liebwerd an.

Unter dem Zwang der politischen Lage beschloss am 22. Mai 1938 der Cummulativconvent Vandaliae die Selbstauflösung der Verbindung.
Nach den Wirren und dem Terror der NS-Zeit begannen 1948 die ersten Kontakte und Treffen der verstreuten Vandalen, deren Mitglieder auf Grund der politischen Situation in großen Teilen zu den Heimatvertriebenen zählten. Im Jahr 1950 wurde die Wiederbegründung der Vandalia Prag beschlossen.

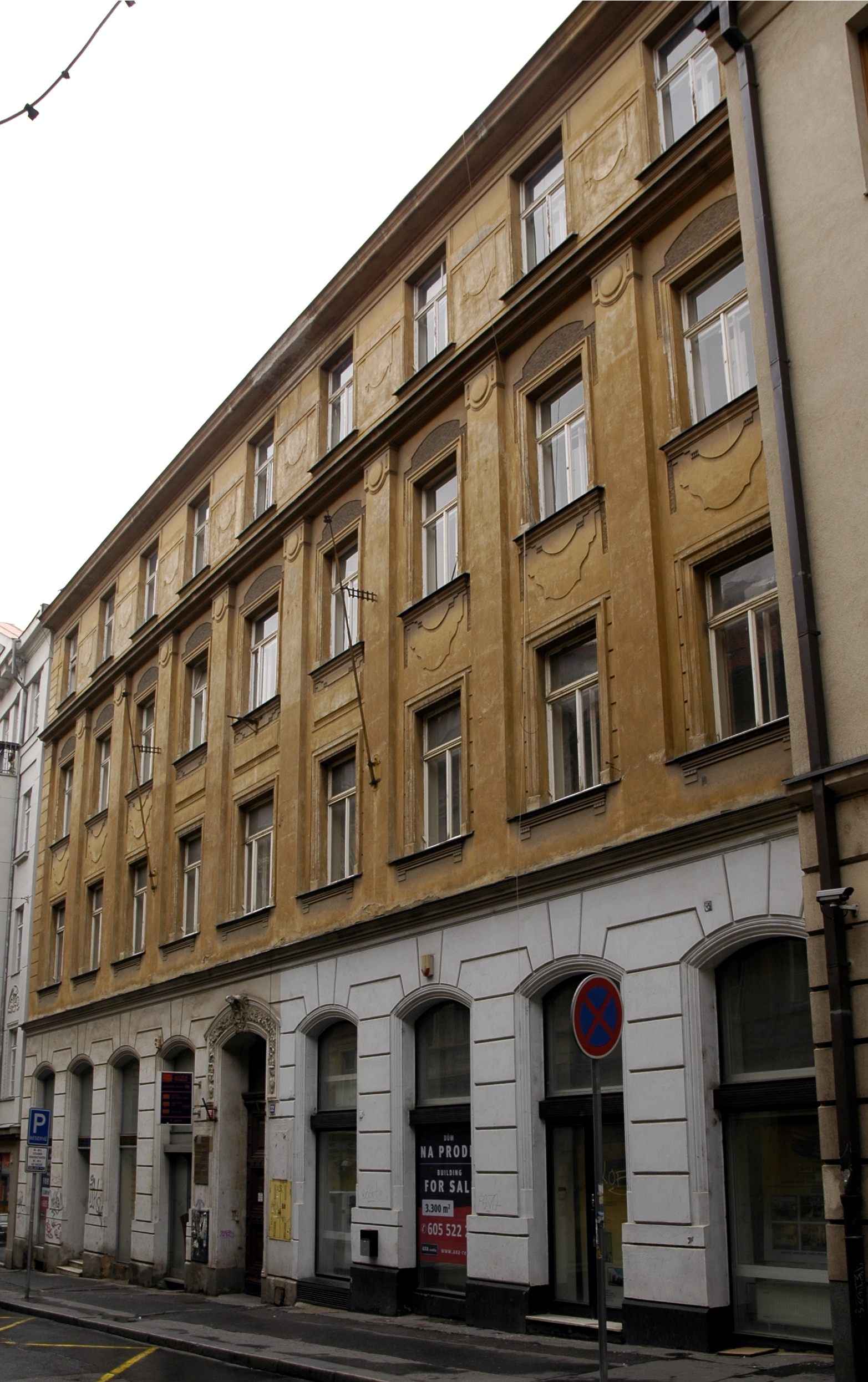
Smetschkagasse 22 (Prag) Verbindungssitz bis 1938
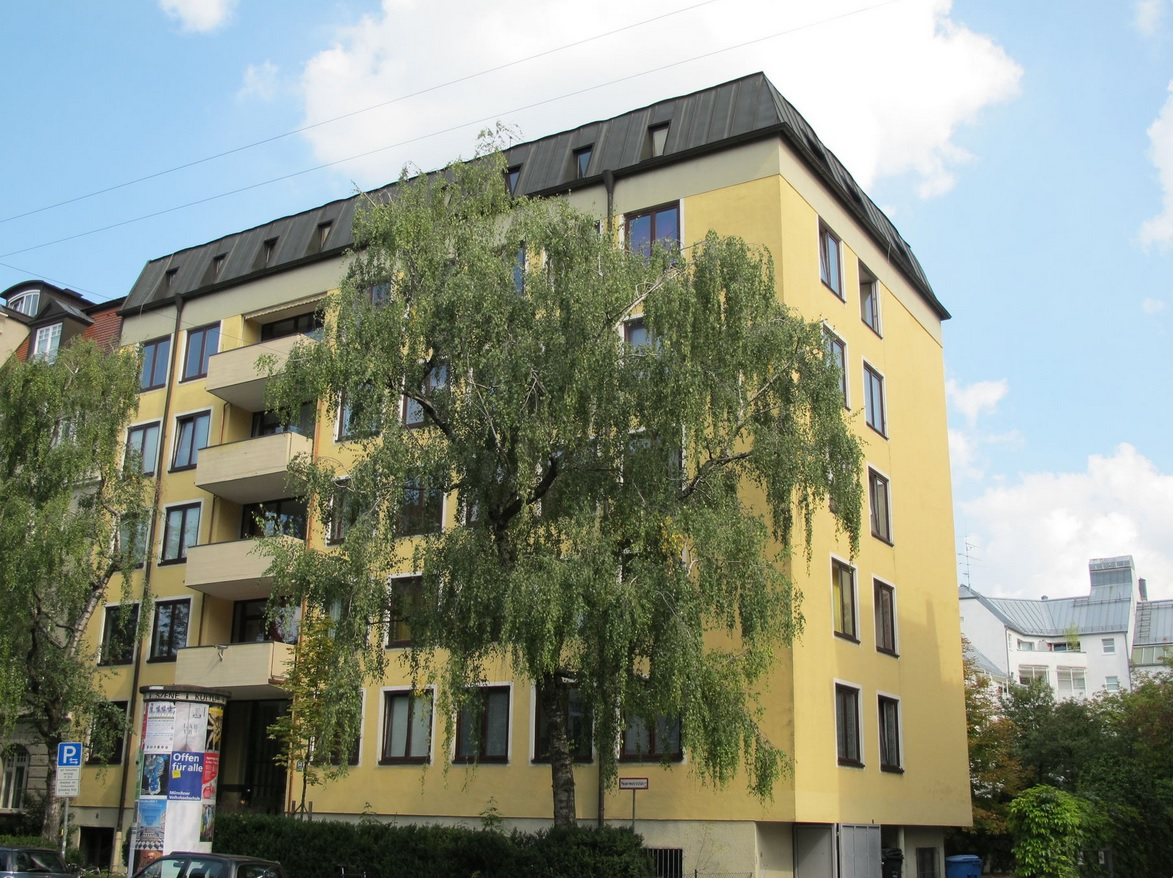
Friedrichstr. 34 (München) Verbindungssitz ab 1954
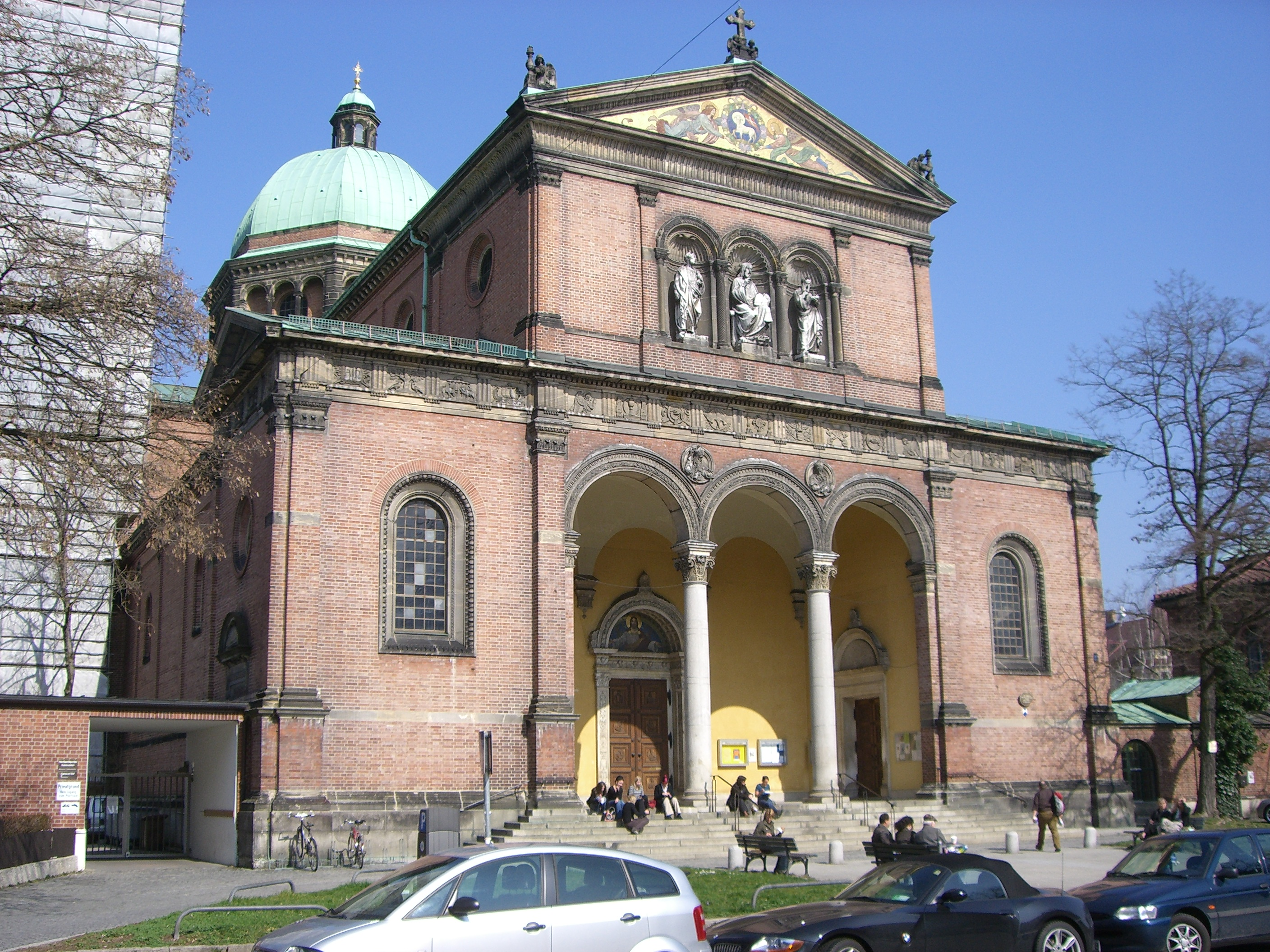
St. Ursula (München) Hauskirche der Vandalia Prag

### Wiedergründung
Durch die politische Situation nach dem Zweiten Weltkrieg war eine Wiedergründung in Prag oder zumindest im Sudetenland nicht mehr möglich. Man beschloss, wie auch bei den anderen sudetendeutschen Cartellverbindungen geschehen, die Wiedergründung außerhalb des Sudetenlandes. Im Fall der Vandalia wurde als neuer Verbindungssitz München gewählt. Dies wurde dem CV-Vorstand angezeigt und von der damals zuständigen Militärregierung der US-Zonen genehmigt.
Die Altherrenschaft rekrutierte sich aus den Reihen der Mitglieder der Vandalia bis 1938, welche die Prager Zeit noch miterlebt hatten und überwiegend aus dem sudetendeutschen Raum kamen. Durch das Verbot in der NS-Zeit hatte die Verbindung keine Aktivitas mehr, sodass Studenten der KDStV Vindelicia München, KDStV Aureata Eichstätt und KDStV Rupertia Regensburg zur Vandalia übertraten. Wiederbegründungssenior, entspricht dem Vorsitzenden der Altherrschaft, war Herbert Biolek, der wie sein Bruder Alfred Biolek, aus Freistadt in dem heutigen Tschechien stammte. Der erste Vorsitzende der Vandaliae in der neuen Heimat wies also die traditionellen sudetendeutsche Wurzeln auf.
Die sudetendeutschen Wurzeln als ein besonderes Charakteristikum der KDStV Vandalia beschreibt u. a. Tobias Wegner in seiner Ausarbeitung mit den Worten „In den genannten Verbindungen wurde zum Teil bis in die jüngste Zeit ideologische Vorstellungen konserviert, die vor 1945 auf dem Boden der Tschechoslowakischen Republik entstanden waren. Sie werden damit von einer Studentengeneration aufrechterhalten, die längst keinen biographischen Bezug zum ´Volkstumskampf´ der Zwischenkriegszeit mehr besitzen.“ Die Wiedergründung erfolgte im Juni 1950. Im Gründungsjahr übernahm die Verbindung die Funktion der präsidierenden Verbindung im Münchener CV. 1951 wurde, durch die Teilnahme von 40 Mitgliedern der Vandaliae am Publikationsfest der Tochterverbindung Saxo-Bavaria (Prag) in Salzburg, die Beziehungen des CV zum ÖCV wiederaufgenommen. Auf der 93. Cartellversammlung (C.V.) am 5. Mai 1979 übernahm die Vandalia zusammen mit der KDStV Markomannia Würzburg die Patenschaft für die KDStV Oeno-Danubia Passau. 2005 konnte die Vandalia ihr 100. Stiftungsfest begehen.

## Bekannte Mitglieder
- Josef Bick (1880–1952), Philologe, Generaldirektor der Österreichischen Nationalbibliothek und Häftling im KZ Dachau
- Alfred Biolek (1934–2021), Fernsehunterhaltungskünstler, Talkmaster, Jurist und Fernsehproduzent
- Albert Keller (1932–2010), Jesuit und Philosoph (Ehrenmitglied)
- Johannes Gründel (1929–2015), katholischer Theologe, Priester und Universitätsprofessor
- Rudolf Koppe (1889–1987), Bezirksobmann der Deutschen Christlich-Sozialen Volkspartei, Leiter der Prager Akademia, Vorsitzenden der Ackermann-Gemeinde in der Stadt Bamberg[24]
- August Naegle (1869–1932), „Eiserne Rektor“ der Deutschen Universität Prag[25]
- Ernst Nittner (1915–1997), Historiker (Ehrenmitglied)
- Eduard Pant (1887–1938), polnischer Journalist und Politiker
- Richard Wollek (1874–1940), österreichischer Politiker (Ehrenmitglied)
- Erhard Schlund OFM (1888–1953), Ordensgeistlicher, Religionswissenschaftler und Philosoph
- Eduard Winter (1896–1982), Historiker und Hochschullehrer